# Fahad al-Mehallel
Fahad al-Mehallel était un footballeur saoudien né le 11 novembre 1970.

## Carrière
- 1990-1999 : Al Shabab Riyad  Arabie saoudite
- 1999-2002 : Al Nasr Riyad  Arabie saoudite

## Sélections
- Sélectionné avec l'équipe d'Arabie saoudite de 1991 à 1999.